# Wildhaus-Alt St. Johann
Wildhaus-Alt St. Johann is een gemeente in het Zwitserse kanton Sankt Gallen, en maakt deel uit van het district Toggenburg.
Neckertal telt 2671 inwoners.
De gemeente is op 1 januari 2010 ontstaan door de fusie van de toenmalige zelfstandige gemeenten Alt St. Johann en Wildhaus.
Bütschwil-Ganterschwil · Ebnat-Kappel · Kirchberg · Lichtensteig · Lütisburg · Mosnang · Neckertal · Nesslau · Wattwil · Wildhaus-Alt St. Johann
- Gemeinsame Normdatei: 7732852-8
- Historisch woordenboek van Zwitserland: 049532
- Virtual International Authority File: 248344893